# Lachtehausen
Lachtehausen è una frazione (Ortsteil) della città di Celle, nel land della Bassa Sassonia, in Germania.
Già comune autonomo, fu incorporato a Celle il 1º gennaio 1973.